# Новоказанка (Ішимський район)
Новоказа́нка (рос. Новоказанка) — присілок у складі Ішимського району Тюменської області, Росія.
Населення — 1 особа (2010, 8 у 2002).
Національний склад станом на 2002 рік:
- казахи — 100 %